# 위 아 더 폴른
위 아 더 폴른(We Are the Fallen)은 미국의 고딕 메탈 밴드이다. 멤버는 원래 에바네센스의 멤버인 벤 무디, 로키 그레이, 존 르콤프, 그리고 마티 오브라이언, 《아메리칸 아이돌》 참가자 칼리 스미스슨으로 이루어져 있다.

## 디스코그래피
- Tear the World Down (2010)